# Radek Bejbl
Radek Bejbl (Nymburk, 1972. augusztus 29. –) cseh labdarúgó, aki főleg középhátvédőként játszott.

## Slavia Praha
A helyi ifjúsági csapatban játszott, majd profi karrierjét tizennyolc évesen (1990) kezdte a Slavia Prahában, ahol gyorsan bejátszotta magát a kezdő tizenegybe.

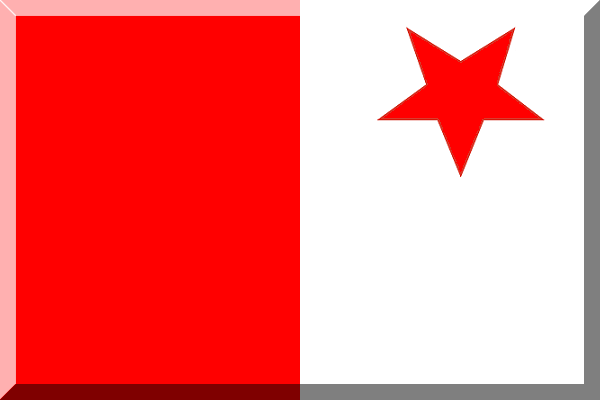
A Sparta színei

A legeredményesebb szezonja az 1995-96-os volt, amikor a Slaviával megnyerte a bajnokságot, valamint az UEFA-kupában elődöntőt játszhatott, ahol felhívta magára a nemzetközi figyelmet; és még ebben az évben szerződtette az Atlético de Madrid.

## Atlético Madrid
Spanyolországban teljesítményével nem csak nemzeti (kétszeres Copa del Rey döntős), hanem nemzetközi (kétszeres Bajnokok Ligája résztvevő) szintet ért el.

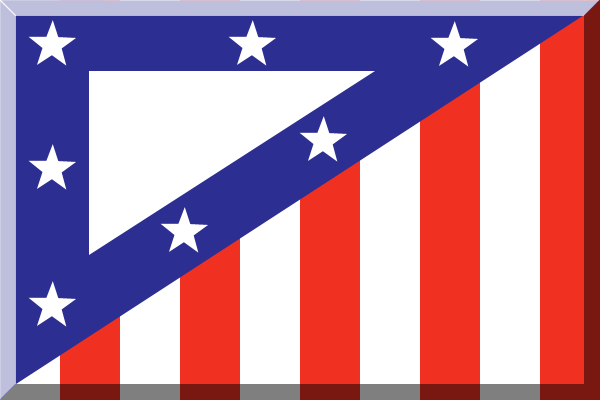
Az Atlético színei

Azonban a bajnokságra ezzel a csapattal akkoriban nem volt esélye. Az Atlético 2000-es élvonalból való kiesése után Bejbl elhagyta a csapatot, 105 bajnoki mérkőzéssel és két góllal a háta mögött, és leszerződött a francia első ligás RC Lenshoz.

## Lens

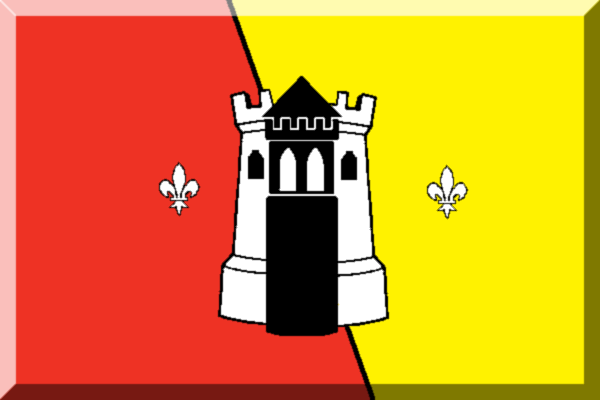
A Lens színei

## Rapid Wien
A második szezonja után távozott Franciaországból, és 2002 nyarán visszaigazolt a Slavia Prahához, ahol azonban nem tudott hosszabbítani, így 2005. július 1-jén újra külföldre igazolt.

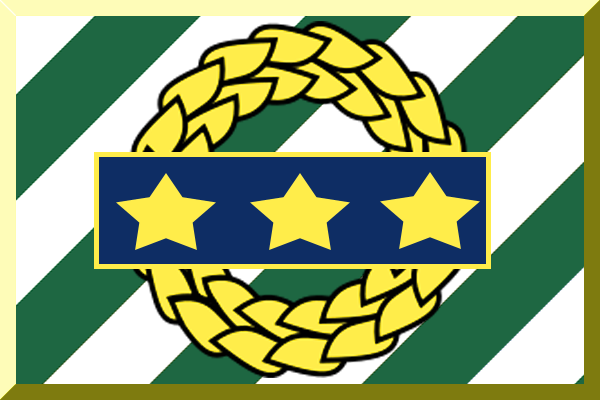
A Rapid színei

A Slaviában 240 mérkőzésen játszott és 27 gólt lőtt. A következő munkaadójánál, a Rapid Wiennél 2007-ig írta alá szerződését. 2008-ban befejezte játékoskarrierjét.

## Slovan Liberec

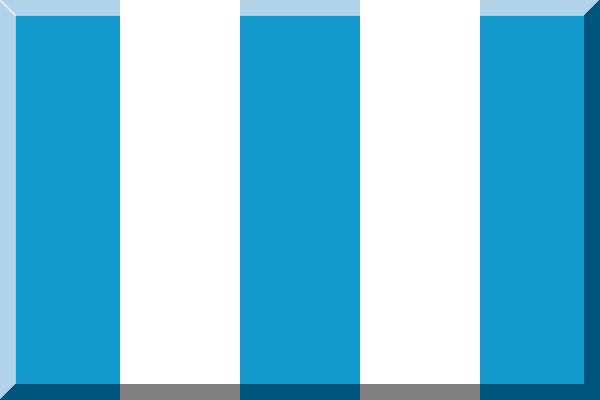
A Slovan színei

Utolsó szezonjában a Slovan Liberecben játszott, azonban a sérüléseinek köszönhetően csak nyolcszor lépett pályára.Most szakkommentátorként dolgozik.

## Klubjai
- SK Slavia Praha (1990 – 1996)
- Atlético de Madrid (1996 – 2000)
- Racing Lens (2000 – 2002)
- SK Slavia Praha (2002 – 2005)
- SK Rapid Vídeň (2005-2007)
- FC Slovan Liberec (2007-2008)

## A válogatottban
A cseh válogatottban 58 alkalommal játszott, amelyeken három gólt lőtt összesen. Tizenhat évesen játszott a csehszlovák válogatottban. A nemzeti csapattal a döntőig jutott az 1996-os Európa-bajnokságon. Ezen a tornán szerezte első válogatottbeli gólját, az utolsó csoportmérkőzésen ő lőtte a győztes gólt az olaszok elleni 2:1-re megnyert mérkőzésen. A következő, kevésbé sikeres 2000-es Európa-bajnokságon is játszott, ahol a csehek a csoportból sem jutottak tovább. Az utolsó válogatottbeli mérkőzése 2001 augusztusában volt az északírek ellen, ahol a cseh válogatott 3:1-re nyert.

## Eredményei
- Cseh bajnok:1996
- Európa-bajnokság második hely: 1996
- Kétszeres Copa del Rey második: 1999, 2000

## Meccsei

### Angol csapatok ellen

Csehország-Északír labdarúgó-válogatott 3-1
Csehország-Északír labdarúgó-válogatott 1-0

### Dán csapatok ellen

Csehország-Dán labdarúgó-válogatott 0-0
Csehország-Dán labdarúgó-válogatott 2-0

### Macedón csapatok ellen

Dánia-Macedón labdarúgó-válogatott 1-1

### Máltai csapatok ellen

Csehország-Máltai labdarúgó-válogatott 0-0

### Izlandi csapatok ellen

Csehország-Izlandi labdarúgó-válogatott 4-0

### Bolgár csapatok ellen

Csehország-Bolgár labdarúgó-válogatott 1-0

### Szlovén csapatok ellen

Csehország-Szlovén labdarúgó-válogatott 0-1

### Francia csapatok ellen

Csehország-Francia labdarúgó-válogatott 1-2

### Holland csapatok ellen

Csehország-Holland labdarúgó-válogatott 0-1

### Német csapatok ellen

Csehország-Német labdarúgó-válogatott 2-3

### Izraeli csapatok ellen

Csehország-Izraeli labdarúgó-válogatott 4-1

## Fordítás
- Ez a szócikk részben vagy egészben  a   Radek Bejbl című cseh Wikipédia-szócikk fordításán alapul.  Az eredeti cikk szerkesztőit annak laptörténete sorolja fel. Ez a jelzés csupán a megfogalmazás eredetét és a szerzői jogokat jelzi, nem szolgál a cikkben szereplő információk forrásmegjelöléseként.

## Külső hivatkozások
- Radek Bejbl statisztikái a Rapid Wien adatbázisában (németül)
- Radek Bejbl statisztikái a Slavia Praha adatbázisában (csehül) Archiválva 2009. augusztus 28-i dátummal a Wayback Machine-ben